# 科克皮特角之役
科克皮特角之役（英語：Battle of Cockpit Point）於1862年1月3日發生在維吉尼亞的威廉王子縣，是在早期南北戰爭中北軍嘗試封鎖波多馬克河而發動的一場戰役。

## 戰事
南軍在第一次馬納沙斯之役得勝後，就前往Occoquan河作防守，在1861年10月，南軍築了數座堡壘，分別在科克皮特角、伊文斯港、佛利斯頓角等等，以孤立華盛頓特區，到了12月中，南軍已經有37門大砲分佈在Occoquan河。於1862年1月3日北軍的兩戰艦USS Anacostia和 USS Yankee砲轟科克皮特角，但戰後雙方都沒有得到任何好處。

## 戰事結束
無人死傷。到了同年3月9日，北軍再次到Occoquan河時南軍已退至其他地方，他們封鎖Occoquan河已有5個月。